# Paroisse de Caddo
La paroisse de Caddo (anglais : Caddo Parish), en Louisiane, a été créée par scission de la paroisse de Natchitoches en 1838.
La paroisse a une superficie de 2 285 km² de terre émergée et 142 km² d’eau.
Elle est enclavée entre le comté de Cass (Texas) au nord-ouest, le comté de Miller (Arkansas) au nord, le comté de Lafayette (Arkansas) au nord-est, la paroisse de Bossier à l’est, la paroisse de Red River au sud-est, la paroisse de De Soto au sud, le comté de Panola (Texas) au sud-ouest et les comtés d’Harrison (Texas) et de Marion (Texas) à l’ouest.
Neuf autoroutes quadrillent la paroisse : les autoroutes fédérales (U.S. Highway) n° 71, 79, 80, 171, les autoroutes de Louisiane (Louisiana Highway) n° 1 et 2 ainsi que les autoroutes régionales (Interstate) 20, 49 et 220.

## Démographie
Lors du recensement de 2000, les 252 161 habitants de la paroisse se divisaient en 52,91 % de « Blancs », 44,60 % de « Noirs » et d’Afro-Américains, 0,39 % d’Amérindiens, 0,69 % d’Asiatiques,  0,03 % de Polynésiens et de Mélanésiens ainsi que 0,42 % de non-répertoriés ci-dessus et 0,96 % de personnes métissées.
La paroisse comptait 0,82 % qui parle le français ou le français cadien à la maison, soit 1 944 personnes parlant au moins une fois par jour la « langue de Molière ».
Dans la paroisse, la pyramide des âges (toujours en 2000) était présentée ainsi : 
- 67 580 personnes étaient des mineures (moins de 18 ans) soit 26,80 % ;

- 25 720 personnes étaient des jeunes adultes (de 18 à 24 ans) soit 10,20 % ;

- 69 092 personnes étaient de jeunes forces de travail (de 25 à 44 ans) soit 27,40 % ;

- 55 475 personnes étaient des forces de travail vieillissantes (de 45 à 65 ans) soit 22,00 % ;

- 34 294 personnes étaient des personnes en âge de la retraite (plus de 65 ans) soit 13,60 %.

L’âge moyen était donc de 35 ans, de plus, la paroisse comptait 132 926 personnes de sexe féminin (soit 52,71 %) et 119 235 personnes de sexe masculin (soit 47,29 %).
Le revenu moyen par personne s’élève à $31 467 (en 2006) alors que 21,10 % des habitants vivent sous le seuil de pauvreté (indice Fédéral).
La paroisse est divisée en 11 villes et villages : Belcher, Blanchard, Gilliam, Greenwood, Hosston, Ida, Mooringsport, Oil City, Rodessa, Shreveport et Vivian.

## Géolocalisation
| Comté de Cass                    | Comté de Miller     | Comté de Lafayette    |
| Comté de Marion Comté d'Harrison | Paroisse de Caddo   | Paroisse de Bossier   |
| Comté de Panola                  | Paroisse de De Soto | Paroisse de Red River |